# Маріано Барейро
Лукас Маріано Барейро (ісп. Lucas Mariano Bareiro, нар. 8 березня 1995, Буенос-Айрес) — аргентинський футболіст, півзахисник. 

## Клубна кар'єра
Народився 8 березня 1995 року в місті Буенос-Айрес. Вихованець футбольної школи клубу «Расінг» (Авельянеда). Дорослу футбольну кар'єру розпочав 2016 року в основній команді того ж клубу, але основним гравцем стати не зумів, взявши участь лише у 3 матчах чемпіонату. Через це з 2016 по 2020 рік він грав на правах оренди у складі команд «Дефенса і Хустісія» та «Уракан».
5 вересня 2020 року на умовах оренди до кінця сезону з правом викупу перейшов у ізраїльський «Хапоель» (Беер-Шева). У листопаді 2020 року Барейро розповів, що його бабуся по материнській лінії була єврейкою. Невдовзі після цього Барейро подав заявку на отримання громадянства Ізраїлю через Закон про повернення та отримав його 12 січня 2021 року, що дозволило гравцю позбутись статусу легіонера. 2022 року він виграв з командою Кубок і Суперкубок Ізраїлю. Загалом аргентинець відіграв за беер-шевську команду 114 матчів в національному чемпіонаті, після чого 26 листопада 2024 року покинув команду.

## Виступи за збірну
2015 року залучався до складу молодіжної збірної Аргентини, з якою брав участь у молодіжному чемпіонаті Південної Америки 2015 року в Уругваї. Там Барейро зіграв у двох матчах і у другому з них, проти Болівії, отримав розрив зв'язок, через що більше на турнірі не грав, але аргентинці здобули золоті нагороди змагання.

## Титули і досягнення
- Володар Кубка Ізраїлю (1):

«Хапоель» (Беер-Шева): 2021/22
- Володар Суперкубка Ізраїлю (1):

«Хапоель» (Беер-Шева): 2022